# Steven Glenwood MacLean
Steven Glenwood MacLean (Ottawa, Ontario, 1954. december 14.–) kanadai űrhajós.

## Életpálya
1974-1976 között a York Egytetem tornász sportolója. 1977-ben tagja a kanadai nemzeti tornacsapatnak. 1977-ben a York University (Toronto) keretében fizikából kapott oklevelet. 1980-1983 között a York University tanára, itt 1983-ban doktorált (Ph.D.). 1983-tól a Stanford Egyetem meghívott lézer-fizikus tudósa.
1983. december 5-től egyike a Canadian Space Agency (CSA) által kiválasztott hat űrhajósnak. 1992-ben, valamint 2006-ban a Lyndon B. Johnson Űrközpontban részesült űrhajóskiképzésben. Speciális kiképzésben részesült a Canadarm (RMS) manipulátor kar működtetéséből. 1987-1993 között az Advanced Space Vision System program menedzsere. 1993-1994 között a Nemzetközi Űrállomás (ISS) vezető tudományos tanácsadója. Két űrszolgálata alatt összesen 21 napot, 16 órát és 2 percet (520 óra) töltött a világűrben. Űrhajós pályafutását 2008. szeptember 1-jén fejezte be. 2008-2013 között a Canadian Space Agency (CSA) elnöke.

## Űrrepülések
- STS–52, a Columbia űrrepülőgép 13. repülésének küldetés (Canex–2) specialistája. A legénység útnak indította a LAGEOS–2 tudományos műholdat, valamint működtette a raktérben elhelyezett USMP–1 mikrogravitációs laboratóriumot. (olasz, kanadai, francia, amerikai). Első űrszolgálata alatt összesen 9 napot, 20 órát és 56 percet (236 óra) töltött a világűrben. 6 645 026 kilométert (4 129 028 mérföldet) repült, 126 kerülte meg a Földet.
- STS–115, az Atlantis űrrepülőgép 27. repülésének küldetés specialistája. Alapellátáson kívül (életfeltételek, csereeszközök, berendezések) a Nemzetközi Űrállomás (ISS) építéséhez szállította a P3 és P4 rácselemet, valamint a 4A és 2A napelemtáblákat. Második szolgálatán összesen 11 napot, 19 órát és 6 percet (283 óra) töltött a világűrben. 7 840 000 kilométert (4 870 000 mérföldet) repült, 187 kerülte meg a Földet.